# 桑元孝雄
桑元 孝雄（くわもと たかお、1970年3月24日 - ）は、社会人野球の元選手、野球指導者。社会人時代は三菱ふそう川崎所属。

## 来歴・人物
神奈川県出身。中学時代は、ボーイズリーグの相模原ホワイトイーグルスに所属。武相高等学校では、1年生秋から三塁手として活躍し、5打席連続ホームランを放つなど、超高校級スラッガーとしてプロから注目されていた。高校卒業後は三菱自動車川崎に入社。内野手として同僚の梶山義彦や西郷泰之らと共にチームの中心選手として活躍した。
1996年アトランタオリンピックでは日本代表として銀メダルの獲得に貢献した。2004年限りで現役を退き、コーチとして後進の指導に当たっていたが、2008年限りで三菱ふそう川崎が休部したのに伴い同社を退社した。
翌2009年からは母校である武相高校の監督を務め、塩見泰隆や井口和朋を指導。2014年度末で退任することが公表された。
2018年より東京農業大学のコーチを務める。

## 表彰
- 社会人ベストナイン1回　二塁手（1995年）
- 都市対抗野球本大会10年連続出場表彰（1999年）